# Wiener Wiesenthal Institut für Holocaust-Studien
Wiener Wiesenthal Institut für Holocaust-Studien („Wiedeński Instytut Wiesenthala Badań nad Holokaustem”) – instytucja badawcza, której celem jest badanie, dokumentowanie oraz edukacja w zakresie wszystkich aspektów antysemityzmu, rasizmu oraz zagłady Żydów, zarówno jej genezy, jak i konsekwencji. Jego pomysłodawcą był Szymon Wiesenthal, którego idea podjęta została przez austriackie i międzynarodowe grono badaczy. Instytut znajduje się w Wiedniu (Austria), jest finansowany przez władze miejskie oraz Austriackie Federalne Ministerstwo Nauki, Badań Naukowych i Gospodarki.

## Historia
Pod koniec życia, Szymon Wiesenthal postanowił uczynić swoje archiwum publicznie dostępnym, budując w ten sposób podstawę dla studiów nad Holokaustem w Wiedniu. Wspólna praca, podjęta wraz z wiedeńską Żydowską Gminą Wyznaniową (IKG), innymi wiedeńskimi instytucjami naukowymi oraz międzynarodową wspólnotą badawczą, doprowadziła do powstania austriackiego instytutu badań nad Zagładą. VWI został założony w 2009 roku, cztery lata po śmierci jego głównego pomysłodawcy w 2005, swoją działalność rozwinął w pełni w 2011 roku.

## Organizacja
Organizacje wspierające działania VWI to wiedeńska Żydowska Gmina Wyznaniowa (IKG), (niem. Dokumentationszentrum des Bundes Jüdischer Verfolgter des Naziregimes), Centrum Dokumentacyjne Austriackiego Ruchu Oporu (Dokumentationsarchiv des österreichischen Widerstandes DÖW), Instytut Historii Współczesnej na Uniwersytecie Wiedeńskim (niem. Institut für Zeitgeschichte der Universität Wien), Muzeum Żydowskie w Wiedniu, Międzynarodowy Sojusz na Rzecz Pamięci o Holocauście (IHRA) oraz Centrum Badań nad Żydowską Historią Kulturową na Uniwersytecie w Salzburgu (niem. Zentrum für jüdische Kulturgeschichte, Universität Salzburg).
Rada Dyrektorów VWI, decydująca o kształcie instytucjonalnym oraz kierunku rozwoju centrum, powoływana jest przez powyższe instytucje. Międzynarodowa Naukowa Rada Konsultacyjna odgrywa kluczową rolę przy podejmowaniu decyzji o charakterze badawczym. Składa się ona z dwunastu renomowanych naukowców pracujących na całym świecie oraz reprezentujących różne dyscypliny badawcze. Nie więcej niż trzech reprezentantów Rady to badacze austriaccy. Duży nacisk kładziony jest na jej interdyscyplinarność.
Instytut zarządzany jest przez dyrektora, opiekuna programu naukowego oraz pracowników odpowiedzialnych za bibliotekę, archiwum, publikacje, PR oraz prace administracyjne. Badania, edukacja oraz dokumentacja wyznaczają główne kierunki aktywności Instytutu, który skupia się na problemie antysemityzmu, rasizmu oraz zagłady Żydów, jej przyczynach i konsekwencjach.

## Główne działania
Badania prowadzone w Instytucie mają charakter międzynarodowy i interdyscyplinarny. Podejmowane są one na dwa sposoby. Po pierwsze, w VWI co roku ogłaszany jest nabór na program stypendialny dla doktorantów (Junior Fellows), młodych doktorów (Research Fellows) oraz dojrzałych badaczy lub profesorów akademickich (Senior Researchers). Po drugie, Instytut inicjuje i przeprowadza projekty badawcze, samodzielnie lub we współpracy z innymi ośrodkami. Liczne projekty poświęcone historii antysemityzmu i zagładzie Żydów zostały zrealizowane w ostatnich latach, inne czekają na dofinansowanie i realizację.

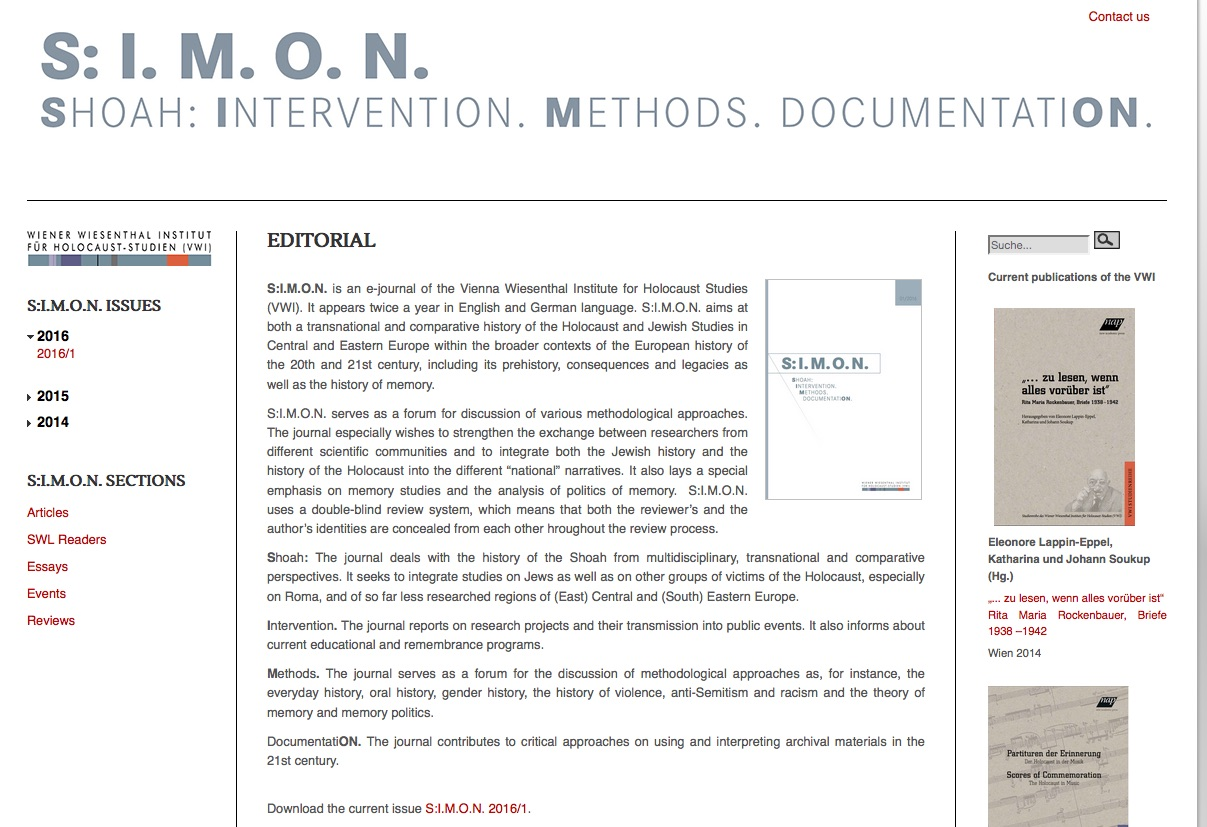

Od jesieni 2012, VWI gości corocznie dwóch profesorów, dwóch młodych doktorów oraz czterech doktorantów. Nabór ogłaszany jest pod koniec roku kalendarzowego. Decyzje dotyczące aplikacji podejmowane są przez podkomisję Konsultacyjnej Rady Naukowej oraz badaczy VWI wiosną każdego roku.
Zarówno archiwum Instytutu – w którego skład wchodzą dokumenty ze zbiorów Szymona Wiesenthala oraz materiały archiwalne IKG – oraz nieustannie rozbudowywana biblioteka spełniać mają zadanie dokumentowania Holokaustu. Wydarzenia organizowane przez VWI, takie jak wykłady, konferencje, warsztaty, interwencje w przestrzeniach publicznych, pełnią funkcje edukacyjne i informacyjne.
Internetowe pismo naukowe Instytutu, S:I.M.O.N. – Shoah: Intervention. Methods. DocumentatiON (Zagłada: interwencja, metody, dokumentacja) publikuje teksty wykładów gości VWI, artykuły stypendystów oraz prace wybrane przez Komitet Wydawniczy. W wiedeńskim wydawnictwie new academic press ukazuje się seria książkowa Instytutu Wiesenthala. Instytut wydaje także niemieckojęzyczny newsletter VWI im Fokus, w który prezentowane są informacje o instytucie oraz zapowiedzi jego aktywności i wydarzeń.

## Wydarzenia
By spełnić swoje zadanie, VWI organizuje liczne publiczne wydarzenia poświęcone badaniom nad i pamięci o Zagładzie Żydów.
Wykłady Szymona Wiesenthala, które stanowią już znak rozpoznawczy Instytutu, mają na celu prezentację szerokiej publiczności najnowszych badań nad Holokaustem prowadzonych przez doświadczonych badaczy z całego świata. Pod koniec każdego roku kalendarzowego, VWI organizuje konferencje naukowe, każdego lata zaś międzynarodowy warsztat zorientowany na dyskusję nad najnowszymi trendami w badaniach nad Zagładą. „VWI-Wizualnie” ma na celu prezentację szerokiej publiczności nieznanych lub zapomnianych wizualnych (np. filmowych) reprezentacji Holokaustu.
Interwencje w przestrzeni publicznej mają na celu upamiętnienie konkretnych wydarzeń w sposób niekonwencjonalny i, niekiedy, prowokacyjny.